# Anta de Pavia
A Anta de Pavia, transformada em Capela de São Dinis ou Capela de São Dionísio, é um Monumento Nacional português localizado na vila de Pavia, em Mora, no distrito de Évora.
É uma das antas mais importantes de Portugal, tendo o seu recinto e câmara 4,30 metros de diâmetro, 3,30 metros de altura e um capelo com o volume de 3 X 2,60 metros.
A anta foi erguida entre o IV e o III milénio a.C., tendo sido transformada numa capela dedicada a São Dinis ou São Dionísio no século XVII. A transformação do local em monumento cristão terá recebido influências da Anta-Capela de São Brissos no município de Montemor-o-Novo.
Foi objecto de escavações arqueológicas no segundo quartel do século XX, realizadas por Vergílio Correia, tendo sido escavada precisamente no sábado de Aleluia (Páscoa) ou 11 abril de 1914. O trabalho efetuado está reunido no livro El Neolítico de Pavia, editado em 1921.
Encontra-se classificada como monumento nacional desde 1910.